# Гришкино (Козловський район)
Гри́шкино (рос. Гришкино, чув. Вăлпуç) — присілок у складі Козловського району Чувашії, Росія. Входить до складу Ємьоткінського сільського поселення.
Населення — 36 осіб (2010; 54 у 2002).
Національний склад:
- чуваші — 96 %